# Партийные милиции Колорадо
Партийные милиции Колорадо (исп. La milicia de Colorado) — военизированные формирования парагвайской правой партии Колорадо в XX веке. Отстаивали силовыми методами партийные интересы и позиции, активно участвовали в вооружённых гражданских конфликтах. Сыграли важную роль в гражданской войне 1947 года. В период стронизма являлись частью карательного аппарата диктатуры Альфредо Стресснера. Политико-идеологически стояли на правореспубликанских и ультраправых антикоммунистических позициях, от традиционализма до фашизма.

## Py Nandi. Деревенское ополчение консерваторов
Парамилитарные формирования традиционны для политической истории Парагвая со времён Парагвайской войны. Политические партии старались обзаводиться своими боевыми организациями. Особенно характерно это было для правоконсервативной партии Колорадо.
С конца XIX века сформировались крестьянские ополчения деревенских сторонников Колорадо. Во второй четверти XX века они получили собирательное наименование Py Nandi (буквальный перевод с языка гуарани: «разутые», «оборванные»). Эти отряды комплектовались, как правило, из крестьянской бедноты, часто индейцев-гуарани. Центрами консолидации являлись сельские организации Колорадо и партийные авторитеты. Их идеология была противоречива: консервативные традиционалистские настроения совмещались с республиканским национализмом.
Степень организованности Py Nandi была поначалу низка. Единая структура, командование, дисциплина отсутствовали. Устаревшее вооружение подбиралось каждым участником самостоятельно; часто ограничивалось холодным оружием или просто дубинами. В то же время Py Nandi были глубоко мотивированы — преклонение перед авторитетом партийных вождей, заинтересованность в материальных преференциях от Колорадо, вера в партийную идеологию. Численность Py Nandi временами превышала 15 тысяч человек. Эти формирования устанавливали в деревнях режим колорадской гегемонии, политическая оппозиция жёстко подавлялась физическим насилием.

## Guión Rojo. «Красные» гражданской войны
Py Nandi стали моделью и основой для других форм военизированной организации Колорадо. В 1938 реформировать партийную милицию взялся лидер Колорадо Хуан Наталисио Гонсалес. Он сформировал городской аналог Py Nandi — Группы действий Колорадо (Grupos de Acción Colorada, GAC), а в 1942 преобразовал городские и сельские формирования в милицию Guión Rojo (Красный стяг; по цвету партийной символики).
Отличия новой структуры от Py Nandi заключались в более широком социальном составе — не только крестьяне, но и городская мелкая буржуазия, люмпенство и криминалитет, идеологизированная интеллигенция. «Гионисты» были лучше организованы. Они придерживались более чёткой идеологии ультраправого радикализма (во многом близкого к фашизму) и антикоммунизма, отличались личной преданностью основателю Гонсалесу.
Guión Rojo и Py Nandi сыграли важную роль в парагвайской гражданской войне 1947 года. Эти отряды формирования во многом определили её исход в пользу правых сил и правительства Мориниго. При этом проявились социально-идеологические особенности — склонность боевиков к грабежам и насилиям не только в бою, расправа над побеждёнными.
В послевоенный период Guión Rojo и сохранившие самостоятельность Py Nandi явились центрами консолидации праворадикальных сил Колорадо. Деятельность «гионистов» постепенно сошла на нет из-за отхода от политики и эмиграции Хуана Наталисио Гонсалеса, но Py Nandi восстанавливались в более организованной и регулярной формации. В политические лидеры выдвигался ультраправый активист Эдгар Инсфран, участник гражданской войны, идеологически ориентированный на европейский фалангизм, фашизм и национал-социализм.

## Стронистский период

### Py Nandi времён Стресснера
В 1954 году парамилитарный актив Колорадо с энтузиазмом поддержал военный переворот и приход к власти генерала Альфредо Стресснера.

Диктатуру Стресснера нельзя понять, если не видеть роли колорадизма и в конечном счёте — партизанских армий гражданской войны.

Во второй половине 1950-х Py Nandi помогли правительственным войскам и полиции подавить левое партизанское движение против Стресснера. Они не только отличались особым упорством в боях и жестокостью в расправах. Созданное ими настроение в парагвайской деревне исключало сколько-нибудь массовую поддержку партизан.
Py Nandi сохраняли значение весь период стронистской диктатуры. Они активно содействовали Колорадо, полиции и спецслужбам, привлекались для проправительственных акций в городах — например, в 1973 Py Nandi прошли мощной контрдемонстрацией по Асунсьону, переломив положение в пользу правительства. Сельская партийная милиция играла видную роль в созданной диктатором своеобразной «системе сдержек и противовесов». Подчинённые Стресснеру по партийной линии Py Nandi являлись альтернативной вооружённой силой, ограничивавшей амбиции армейского командования
Военизированные формирования правящей партии явились важным инструментом аграрной реформы и перераспределения земли. Во многом их усилиями подавлялись попытки возобновить левые повстанческие движения. Во главе фактически стоял организатор аграрной реформы и главный идеолог режима Хуан Мануэль Фрутос. Идеологией Py Nandi являлся радикальный стронизм.

### Macheteros, GAA, Garroteros. Антикоммунистические эскадроны стронизма
С 1970-х началось формирование иного типа колорадских милиций — близких к эскадронам смерти. Идеологически они базировались на доктрине Всемирной антикоммунистической лиги (ВАКЛ). Организационной особенностью была тесная связь с государственными силовыми структурами и провластными криминальными сообществами.
Руководящий функционер карательного аппарата директор DIPC Пастор Коронель создал отряды Macheteros de Santani. Их особенность заключалась в земляческом принципе — в основном они представляли город Сан-Эстанислао (Сантани), откуда родом был Коронель. По социальному положению это были выходцы университетской среды либо окрестные крестьяне. Macheteros нападали и избивали оппозиционеров, иногда совершали убийства. Они также участвовали в партийных мероприятиях Колорадо, создавая силовой антураж маршами при поднятых мачете.
Министр юстиции и труда Эухенио Хаке учредил Группы антикоммунистического действия (Grupos de Acción Anticomunista, GAA). Профессионалы сыска и нейтрализации работали в оперативном взаимодействии с полицией и спецслужбами. Они занимались в основном слежкой за оппозиционерами и передавали полученные данные в органы политического сыска. Кроме того, GAA выполняли поручения, выходившие за рамки всякой законности даже в стронистском толковании. Отдельными ячейками-группами командовали функционеры Минюста, например, Рубен Кандиа Амарилья, будущий министр внутренних дел и генеральный прокурор Парагвая. По структуре и целевым установкам GAA сравнивались с аргентинским Triple A.
Свою деятельность GAA старались не афишировать. Организационно они были связаны с ВАКЛ через парагвайское отделение, которым руководили Хуан Мануэль Фрутос и начальник тайной полиции DNAT Антонио Кампос Алум.
Ещё одно направление колорадской милиции связано с именем Рамона Акино — председателя 14-й секции Колорадо в асунсьонском трущобном районе Чакарита. Созданные Акино бригады именовались Garroteros (от гарроты в значении холодного оружия). Garroteros отличались специфическим социальным составом — в основном боевики местных ОПГ, криминальная молодёжь трущоб. Наблюдатели называли их «гангстерами из Чакариты». Они действовали типичными методами штурмовых отрядов, акцентировали в идеологии самый крайний антикоммунизм и популистские установки в версии криминалитета, исповедующего беспредел. Акции Garroteros приобрели широкую известность: террор против заподозренных в принадлежности к ПКП, избиение оппозиционных студентов Католического университета Асунсьона, нападение на бастующих медиков.

### «Воинствующие» партийного раскола
Конец 1980-х был отмечен в Парагвае общеполитическим кризисом и расколом в Колорадо. Фракция Tradicionalistas («традиционалисты») выступала за отстранение Стресснера от власти и проведение некоторых либерально-демократических реформ, соответствующих общемировому тренду. Фракция Militancias («воинствующие») сохраняла верность стронизму, требовала максимального ужесточения режима, идеологизированной политики в духе ВАКЛ, пожизненного правления Стресснера и последующей передачи власти его сыну Густаво. Лидерами Militancias были министр внутренних дел Сабино Монтанаро и командиры партийных милиций — Эухенио Хаке, Пастор Коронель, Рамон Акино. (Монтанаро и Хаке принадлежали к «Золотому квадрату» — правящей верхушке стронизма.) В то же время Эдгар Инсфран, взгляды которого эволюционировали в демократическом направлении, поддерживал «традиционалистов».
1 августа 1987 Militancias одержали победу на съезде Колорадо и установили контроль над партией. Собрания «традиционалистов» разгонялись боевиками Garroteros.

## Постстронистский период
3 февраля 1989 президент Стресснер был отстранён от власти в результате военного переворота. Свержение Стресснера совершилось в несколько ночных часов. Сопротивление оказали лишь солдаты его личной гвардии. Партийные боевики не успели вступить в действие. Никакой гражданской поддержки Стресснеру оказано не было. К власти пришёл генерал Андрес Родригес, поддержанный «традиционалистами».
Новое правительство осуществило обещанные демократические реформы. Политические репрессии в целом прекратились. Новое руководство партии Колорадо официально отказалось от политического насилия. Партийные милиции были распущены. Такие деятели, как Пастор Коронель и Эухенио Хаке, предстали перед судом.
Реально силовые подразделения в Колорадо сохраняются и временами вступают в конфликты. Однако официально они никак не конституированы. Традиция Py Nandi хранится в партии как высокодостойная. Но считается, что эта сила выполнила свои исторические задачи. Существование таких организаций в XXI веке рассматривается как несообразное.
Возродить антикоммунистические парамилитарные формирования призвал в 2009 парагвайский предприниматель чилийского происхождения Эдуардо Авилес — в начале 1970-х активист ультраправой организации Родина и свобода, эмигрировавший в Парагвай при правительстве Сальвадора Альенде. Авилес усматривал серьёзную коммунистическую опасность в политике левого президента Фернандо Луго и публично предлагал создать Comando anticomunista Paraguayo — Парагвайскую антикоммунистическую команду для вооружённой борьбы. Инициативу Авилеса характеризовали как ремейк GAA, Triple A, UAC или даже чернорубашечников, несообразный духу времени. Президент Луго был отстранён от власти путём импичмента без участия парамилитарес.